# Stavros S. Niarchos (voilier)
Pour les articles homonymes, voir Stavros S. Niarchos.
Le Stavros S. Niarchos est un brick moderne à coque acier de 59 m de long, lancé en 2000, dans le chantier naval de l'Appledore au Royaume-Uni.
Il a été construit pour servir de navire-école à la Tall Ships Youth Trust, comme son sister-ship PNS Rah Naward.

## Historique

### Origine du nom
Le navire tire son nom de celui du célèbre armateur grec de super tankers, Stávros Niárchos décédé en 1996. Les premiers rapports de Stávros Niarchos avec la Sail Training Association remontent à 1956, quand il prêta son yacht, la goélette à trois mâts : Le Créole à la Royal Navy pour permettre aux cadets de participer aux premières courses des grands voiliers. La Fondation Stavros S. Niarchos fut constituée après son décès et participa de manière importante au financement de la construction du navire-école pour poursuivre son action de formation au Royaume-Uni.

### Construction
La Tall Ships Youth Trust (TSYT), anciennement Sail Training Association, organisme britannique de formation maritime à la voile pour des jeunes de 16 à 25 ans, commande deux navires : le Stavros S. Niarchos et son sister-ship le Prince William. Ces deux nouveaux voiliers, conçus par Michael Willoughby, doivent remplacer les deux goélette à trois mâts Malcolm Miller et Sir Winston Churchill, qui assuraient le même service et qui ont été vendues pour cause de vétusté.
Les coques ont été construites en 1996 aux chantiers Abeking & Rasmussen en Allemagne. Elles proviennent de deux brick-goélette de croisière de luxe en construction : Le Neptun Princess et le Neptun Baroness dont les commandes ont été annulés. En 1997, La Tall Ships Youth Trust achète les deux coques semi-finies pour ses deux bricks en construction au chantier de l'Appledoredans le North Devon au Royaume-Uni. Les coques sont modifiées afin de supporter les contraintes d'un gréement carrés et d'améliorer leurs propriétés de navigation, notamment par l'ajout d'une nouvelle quille plus profonde contenant 50 tonnes de lest. Le Stavros S. Niarchos est lancé en 2000, il a la particularité d'être adapté pour recevoir des stagiaires handicapé.

### Navigation
Il a participé à de nombreuses éditions des Tall Ships Races.

## Caractéristiques
Le Stavros S. Niarchos est un deux-mâts à coque acier, gréé en brick (deux phares carrées complets). Il mesure 59,4 m de long, 9,95 m de large, il possède un tirant d'eau de 4,5 m et un déplacement de 576 t. Sa propulsion est assurée par 2 moteurs auxiliaires diesels MTU de 330 kW chacun et 18 voiles constituant 1 162 m2 de surface de voilure, permettant une vitesse maximale de 13 nœuds sous voiles.
Ces deux mâts ont presque la même hauteur, la base du mât est en acier le reste en bois. Le grand-mât (à l'arrière sur un brick) fait 39,2 m de haut porte une brigantine.
Les 18 voiles se répartissent comme suit :
- Grand-mât : Brigantine et phare carré complet comprenant grand-voile (rarement équipé), double hunier (hunier fixe et hunier volant), perroquet, cacatois.
- Mât de misaine : phare carré complet comprenant voile de misaine, double hunier de misaine (hunier fixe et hunier volant), perroquet de misaine, cacatois de misaine.
- Entre les deux mâts : 3 voiles d'étai.
- À l'avant : 4 focs.

Le navire possède une capacité d’accueil de 45 stagiaires encadrés par 6 membres d'équipage et 11 bénévoles. Son numéro IMO est 9222314 et son port d'attache est Portsmouth (Angleterre).

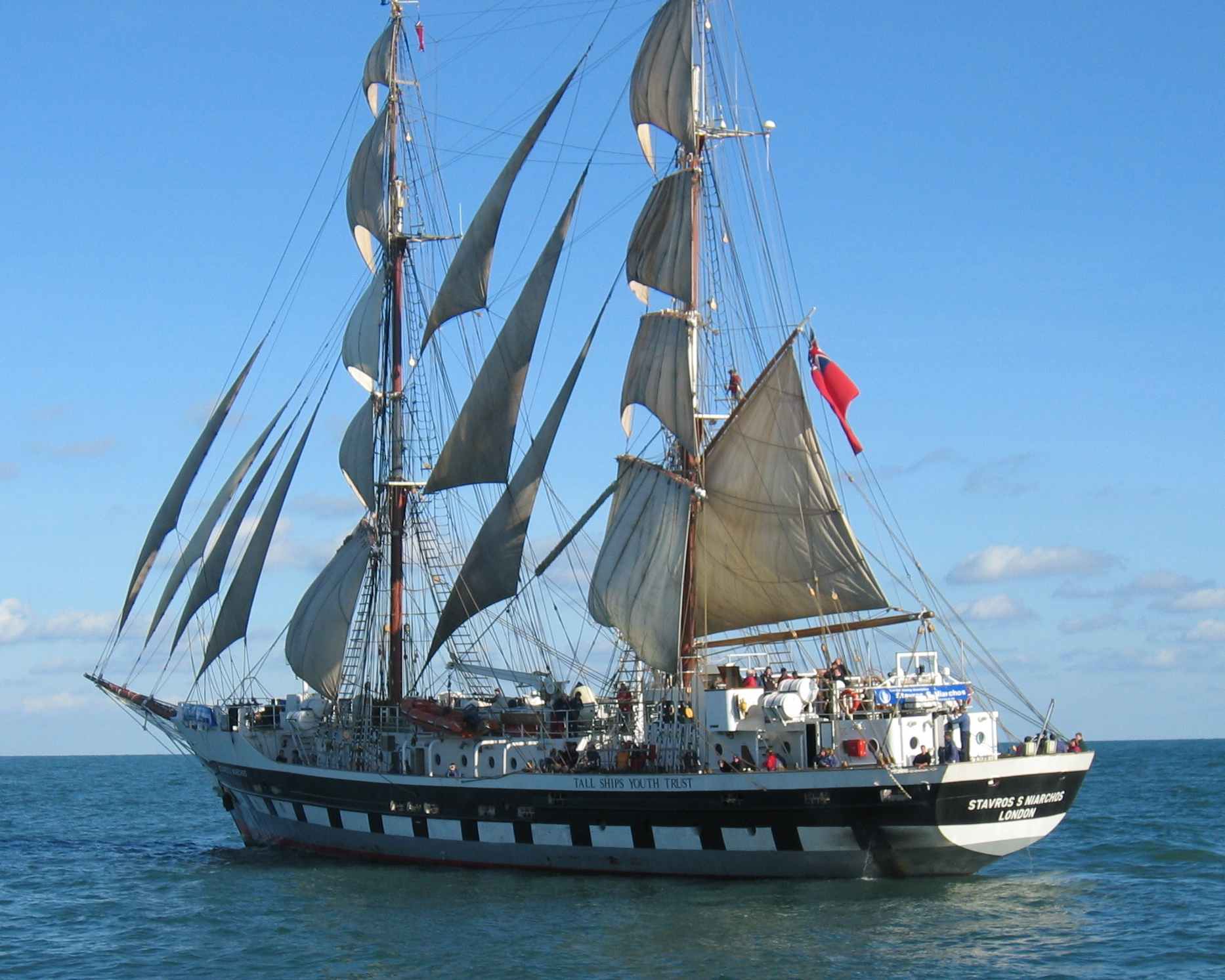
Le Stavros S. Niarchos sous-voiles autour de l'Isle of Wight en 2003 pendant le Brig Match Race.

## Galerie d'images

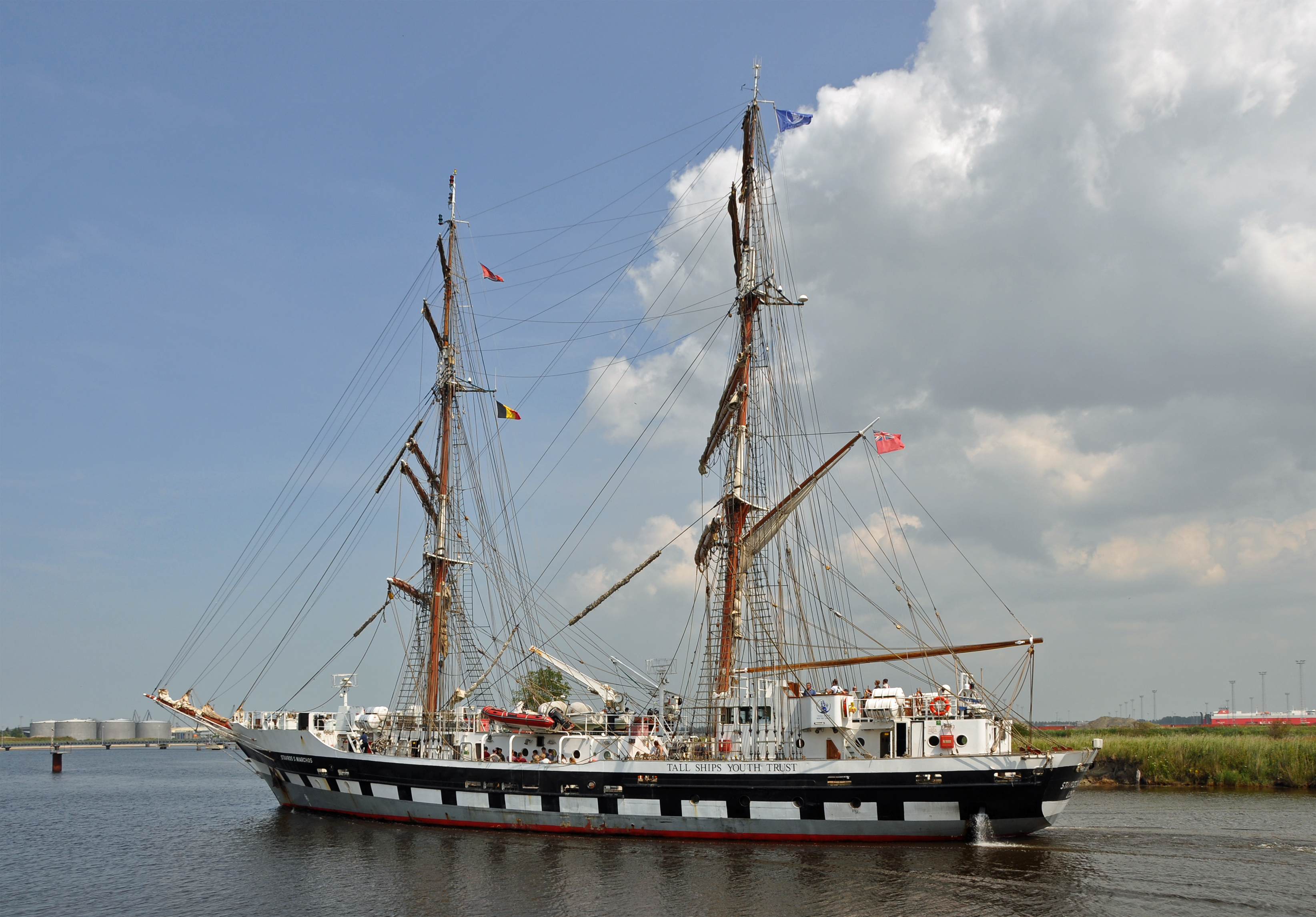
Le navire à Zeebruge en 2014.
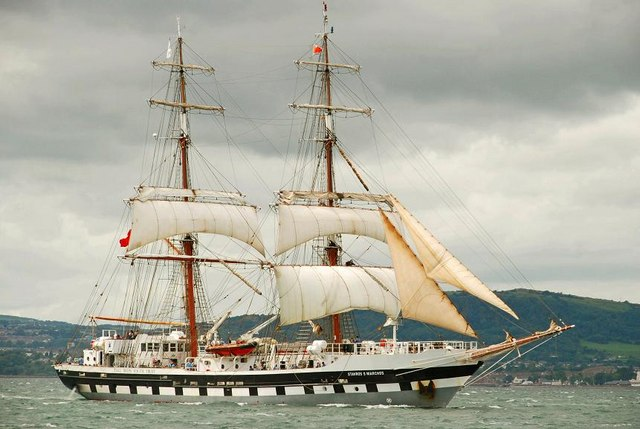
En 2009 dans le Belfast Lough.
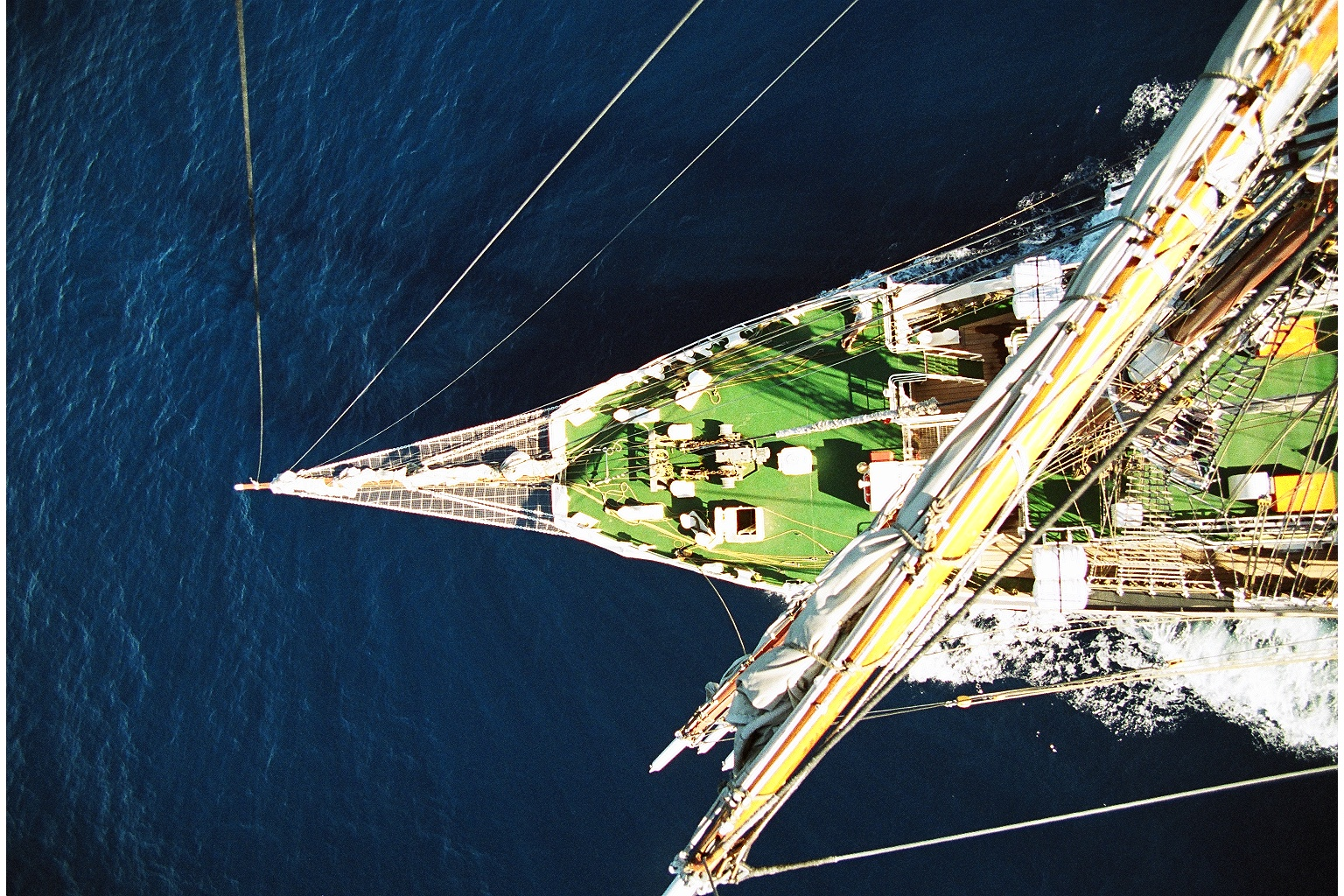
Depuis le sommet du mât de misaine.
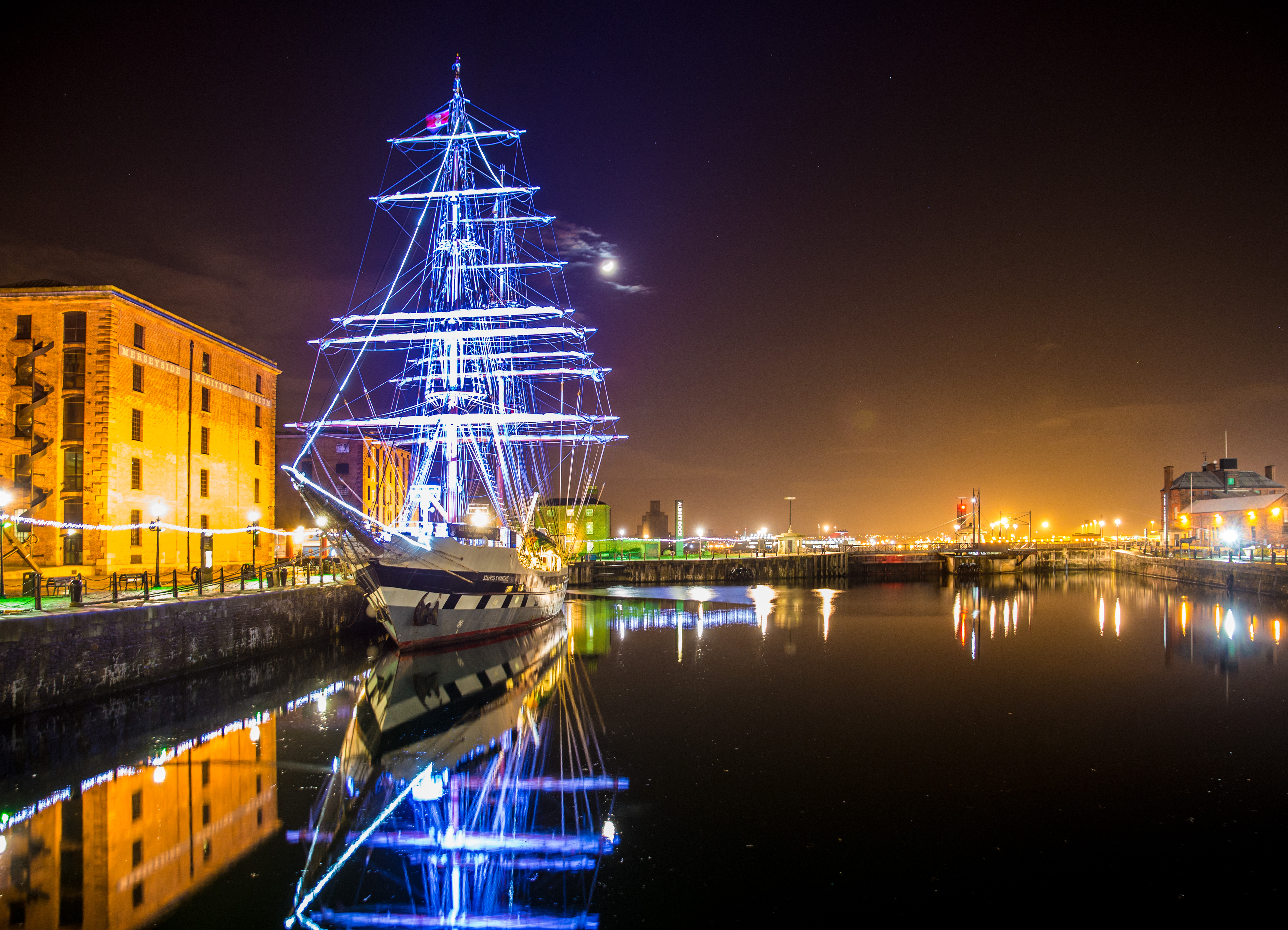
A Liverpool en 2014.
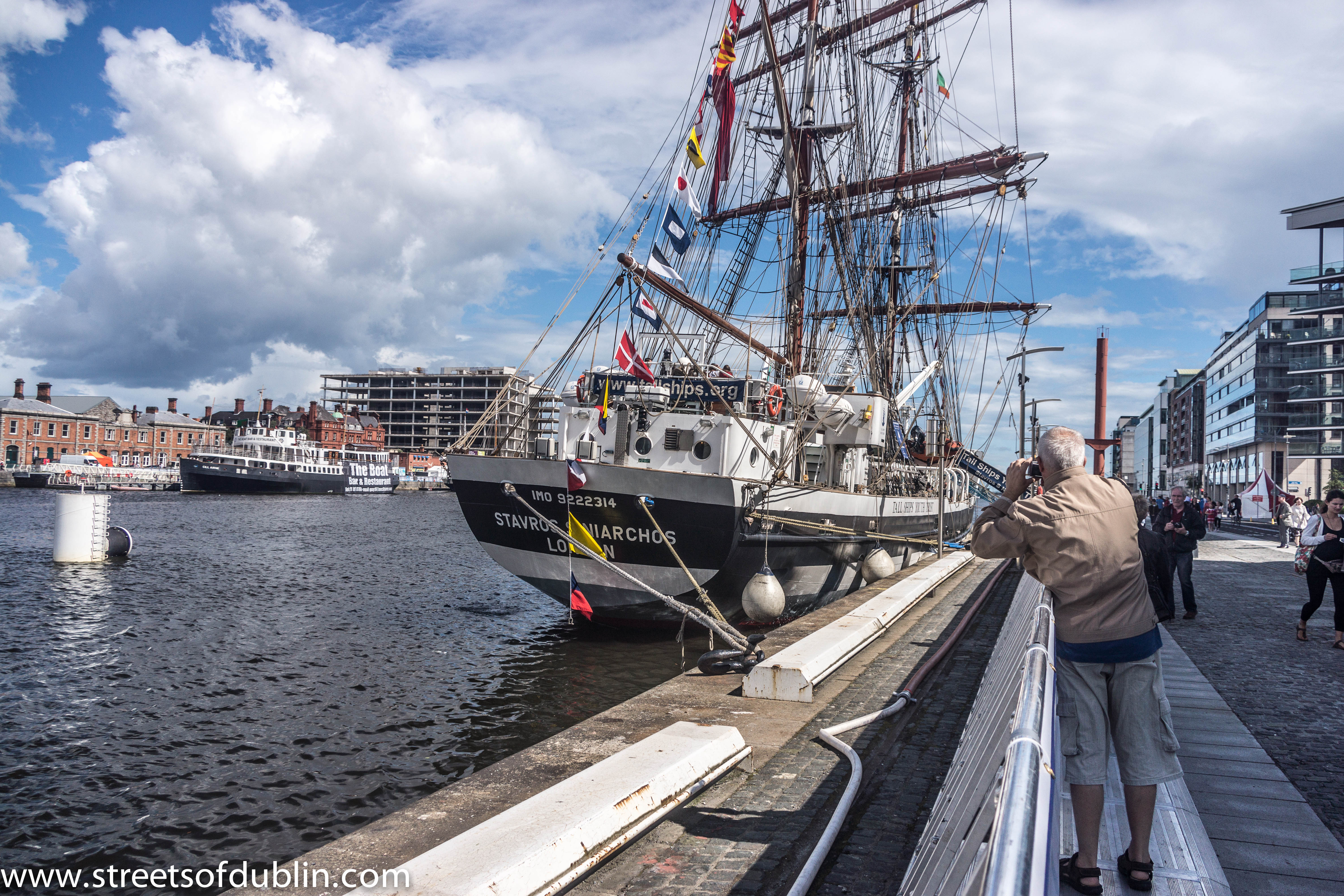
Détail de la poupe